# 人格心理學
人格心理學是心理學的一個分支，研究人格及其在個體之間的差異。它只展示人們如何因心理力量而存在個體差異。其重點領域包括：
- 構建個人及其主要心理過程的連貫圖像
- 個體心理差異調查
- 調查個人之間的人性和心理相似性

“人格”是個人擁有的一組動態的、有組織的特徵，它獨特地影響著他們在各種情況下的環境、認知、情緒、動機和行為。
人格還涉及隨著時間的推移持續表現出的思想、感覺、社會適應（英語：Adjustment，心理學術語）和行為等方面的模式，這些模式強烈影響一個人的期望、自我概念、價值觀和態度。個性還可以預測人類對其他人、問題和壓力的反應。在1937年，高爾頓·威拉德·奧爾波特（Gordon Allport）描述了研究人格的兩種主要方法：規範（英語：nomothetic）和具體（英語：idiographic）。規範心理學尋求適用於許多不同人的一般規律，例如自我實現原則或外向性特徵。具體心理學則試圖了解特定個人的獨特方面。
人格研究在心理學中有著廣泛而多樣的歷史，具有豐富的理論傳統。主要理論包括性格（特質）視角、心理動力學、人文主義、生物學、行為主義、演化和社會學習視角。儘管如此，許多研究人員和心理學家並沒有明確地認同自己的觀點，而是採取了折衷的方法。該領域的研究是經驗驅動的—例如基於多變量統計的維度模型，例如因素分析—或強調理論發展，例如心理動力學理論的發展。也非常重視性格測試的應用領域。在心理學教育和培訓中，對人格本質及其心理發展的研究通常作為異常心理學或臨床心理學課程的先決條件進行複習。

## 定义
「Personality」一般都會被譯作「性格」，心理學學界則把它譯為「人格」。「人格」不單包括性格，還包括信念、自我觀念等等。準確來說，「人格」是指一個人一致的行為特徵的群集。人格的組成特徵因人而異，因此每個人都有其獨特性，這種獨特性致使每個人面對同一情況下都可能有不同反應。人格心理學家會研究人格的構成特徵及其形成，從而預計它對塑造人類行為和人生大事的影響。

## 理論
人格的形成受到不同因素的影響，因而發展出不同的分析理論，包括心理精神分析論、社會認知論、人本主義及生物學派等。

### 精神分析論
根據心理動力學，精神分析學家弗洛伊德指出人格可分成三個層次，即意識、前意識及潛意識，他並提出人格結構中的本我、自我與超我來解釋以上三個層次。

### 社會認知論
社會認知論（Social Cognitive theory）的提出者是心理學家班杜拉，他指出人的行為不但受個人控制，亦受環境和外在社會因素影響，即「相互決定論」。他提出個人自我效能的高低會影響他適應生活及克服障礙的能力，而根據社會學習理論，個人的觀察學習能力亦對性格形成和發展有所影響。

### 人本主義觀點
以馬斯洛為首的人本主義認為，個人有五種天生的需求層次，而滿足這些需求的行為就是從學習得來的。人格受先天、後天學習、遺傳等各種因素互相影響。

### 生物學觀點
生物學派（Biological）認為人格的特質會透過遺傳影響子女，亦關乎腦袋的生理構造，並非只受個人經驗影響。心理學家艾森克 認為人格可分為三大維度，即外向與內向、神经质傾向（Neuroricism）和精神症狀傾向（Psychoticism）。

### 特質論
人格特徵（trait）可解作特定的人格元素，用以描述一個人的感覺、思考及表現方式。人格特徵可從行為中推論出來，具有相當的統合性與持久性。從古至今，心理學家對於人格分類都有著不同的見解，而近期一些心理學家們就組織了一套廣泛被使用的人格五大模型（“Big Five”model）。此模型列出了五種普遍的人格特徵，包括外向性（extraversion）、神经质（neuroticism）、和善性（agreeableness）、嚴謹自律性（conscientiousness），和開放性（openness to experience）。
| 人格五大模型                 | 外向性         | 神经质         | 和善性       | 嚴謹自律性     | 開放性           |
| 和人格五大模型有關的特定特徵 | 愛交朋友、親切 | 焦慮、感情脆弱 | 信任、溫厚的 | 自律、有組織的 | 豐富想象力、創意 |

這五大特徵都會受遺傳影響，也受不同文化影響從而提高個人適應能力。

## 測驗
人格特徵可以從人格心理測驗（personality test）中推斷出來。這種測驗是對個人行為樣本的一種客觀化和標準化的測量工具，可分為客觀與主觀兩大類。Objective test會以特定的問卷形式進行，而近期較為普及的有明尼苏达多项人格问卷 ，創立於1942年，並且在1989年發行修訂版（MMPI-2），以18歲或以上的成年人為對象。而投射测试就以動力心理學為基礎，用抽象的方式去推測人的潛意識思想，例如Rorschach Inkblot test和Thematic Apperception Test（TAT），兩者都被廣泛用於人格研究中。

## 延伸閱讀
- Allport, G. W. (1937). Personality: A psychological interpretation. New York: Holt, Rinehart & Winston.
- Mischel, Walter. . John Wiley & Sons Incorporated. 1999-01-01  [30 April 2012]. ISBN 978-0-470-00552-1. （原始内容存档于2020-10-21）.
- Buss, Davie M.; Greiling, Heidi. . Journal of Personality. 1999-02, 67 (2): 209–243  [2022-01-08]. ISSN 0022-3506. doi:10.1111/1467-6494.00053. （原始内容存档于2022-01-08） （英语）.
- Lombardo, Giovanni Pietro; Foschi, Renato. . History of Psychology. 2003, 6 (2): 123–142. ISSN 1939-0610. PMID 12817602. doi:10.1037/1093-4510.6.2.123 （英语）.
- Lombardo, Giovanni Pietro; Foschi, Renato. . European Psychologist. 2002-06, 7 (2): 134–145  [2022-01-08]. ISSN 1016-9040. doi:10.1027//1016-9040.7.2.134. （原始内容存档于2022-01-08） （英语）.
- Engler, Barbara. . Cengage Learning. 2008-08-25  [30 April 2012]. ISBN 978-0-547-14834-2. （原始内容存档于2019-10-29）.
- John, Oliver P.; Robins, Richard W.; Pervin, Lawrence A. . Guilford Press. 2010-11-24  [30 April 2012]. ISBN 978-1-60918-059-1. （原始内容存档于2019-10-14）.
- Hall, Calvin S., and Gardner Lindzey (1957). Theories of Personality. New York: J. Wiley & Sons. xi, 571 p., ill. with diagrams.
- Hjelle, Larry A.; Ziegler, Daniel J. . McGraw-Hill. 1992-01-01  [30 April 2012]. ISBN 978-0-07-029079-2. （原始内容存档于2019-11-03）.
- Ryckman, Richard M. . Cengage Learning. 2007-03-15  [30 April 2012]. ISBN 978-0-495-09908-6. （原始内容存档于2019-10-12）.

## 外部連結
- Northwestern University-led collaboration between personality psychologists worldwide to "attempt to bring information about current personality theory and research to the readers of the World Wide Web" （页面存档备份，存于）
- Psychology, Art of Human Life : Personality
- Cambridge University based myPersonality project offering to researchers access to robust database of millions of detailed psycho-demographic profiles
- Scientific theoretical-methodological and applied psychological journal "Personality Psychology" （页面存档备份，存于）
- Personality Theories （页面存档备份，存于）
- Trait Emotional Intelligence: EI as personality（页面存档备份，存于）
- Personality: Theory & Perspectives - Individual Differences
- Personality Synopsis at the Virtual Psychology Classroom
- Holland's Types （页面存档备份，存于）
- Henry A. Murray and Clyde Kluckhohn, Personality in Nature, Society, and Culture (1953) （页面存档备份，存于）
- What is Personality Psychology?